# Ministère des Forces armées (République dominicaine)
Pour les articles homonymes, voir Ministère de la Défense nationale.
Le ministère des Forces armées (espagnol : Ministerio de las Fuerzas Armadas) est chargé de la sécurité nationale et des Forces armées de la République dominicaine. Il est situé à Saint-Domingue, capitale du pays, et le ministre est, depuis août 2012, le vice-amiral Sigfrido Aramis Pared Pérez, nommé par le président Danilo Medina.

## Histoire
Le ministère des Forces armées a été créé en 1928. Son premier titulaire a été nommé le 16 août 1930 par le dictateur Rafael Trujillo, qui est chef d'état-major des armées du 17 mars 1928 au 16 août 1930. Jusqu'au décret 56-10 du 8 février 2010 qui introduit l'appellation « ministre », les membres du gouvernement sont secrétaires d'État.

## Liste des ministres des Forces armées
| Début             | Fin               | Grade              | Nom du ministre                         | Arme           |
| ----------------- | ----------------- | ------------------ | --------------------------------------- | -------------- |
| 16 août 1930      | 1931              | Brigadier          | Antonio Jorge                           | Armée de terre |
| 1er février 1931  | 20 avril 1932     | —                  | Jacinto Bienvenido Peynado              | —              |
| 1933              | 1933              | —                  | Plinio R. Pina Chevalier                | —              |
| 1933              | 1933              | —                  | Francisco E. Penzo                      | —              |
| 1933              | 1934              | Colonel            | Teódulo Pina Chevalier                  | Armée de terre |
| février 1934      | janvier 1942      | Major-général      | José García                             | Armée de terre |
| 1942              | 1952              | Généralissime      | Hector E. Trujillo Molina               | Armée de terre |
| 1952              | 1954              | Lieutenant-général | Fausto E. Caamaño                       | Armée de terre |
| 7 décembre 1954   | 5 janvier 1955    | Généralissime      | Rafael Leónidas Trujillo Molina         | Armée de terre |
| 1955              | 1960              | Lieutenant-général | José García Trujillo                    | Armée de terre |
| 1960              | 1961              | Lieutenant-général | José René Román Fernández               | Armée de terre |
| 1961              | 1961              | Major-général      | Santo Mélido Marte Pichardo             | Armée de terre |
| 1961              | 1961              | Major-général      | Francisco Gonzalez Cruz                 | Armée de terre |
| 1961              | 1962              | Brigadier          | Pedro Rafael R. Rodriguez Echaverría    | Armée de terre |
| 1962              | 1965              | Major-général      | Victor Elby Viñas Román                 | Armée de terre |
| 1965              | 1966              | Vice-amiral        | Francisco Javier Rivera Caminero        | Marine         |
| 11 février 1966   | 16 août 1970      | Major-général      | Enrique Pérez y Pérez                   | Armée de terre |
| 1970              | 1971              | Major-général      | Joaquín Méndez Lara                     | Armée de terre |
| 1971              | 1975              | Vice-amiral        | Ramón Emilio Jiménez Hijo               | Marine         |
| 1975              | 1978              | Major-général      | Juan René Beauchamp Javier              | Armée de terre |
| 16 août 1978      | 26 février 1980   | Major-général      | Rafael Adriano Valdez Hilario           | Armée de terre |
| 27 février 1980   | 15 août 1982      | Lieutenant-général | Mario Alfredo Imbert Mcgregor           | Force aérienne |
| 16 août 1982      | 17 août 1984      | Lieutenant-général | Ramiro Matos González                   | Armée de terre |
| 18 août 1984      | 16 septembre 1986 | Lieutenant-général | Manuel Antonio Cuervo Gómez             | Armée de terre |
| 16 septembre 1986 | 8 octobre 1986    | Amiral             | Víctor Manuel Barjan Muffdi             | Marine         |
| 8 octobre 1986    | 17 juin 1988      | Lieutenant-général | Antonio Imbert Barreras                 | Armée de terre |
| 17 juin 1988      | 10 juin 1991      | Lieutenant-général | Elías Wesin y Wesin                     | Armée de terre |
| 10 juin 1991      | 10 janvier 1993   | Lieutenant-général | Héctor García Tejada                    | Armée de terre |
| 11 janvier 1991   | 9 septembre 1994  | Lieutenant-général | Constantino Matos Villanueva            | Armée de terre |
| 9 septembre 1994  | 14 mai 1996       | Amiral             | Iván A. Vargas Céspedes                 | Marine         |
| 14 mai 1996       | 16 août 1996      | Lieutenant-général | Iván R. Hernández Oleada                | Armée de terre |
| 16 août 1996      | 31 octobre 1996   | Lieutenant-général | Juan Bautista Rojas Tabar               | Force aérienne |
| 1er novembre 1996 | 27 février 1999   | Amiral             | Rubén Paulino Álvarez                   | Marine         |
| 27 février 1999   | 16 août 2000      | Lieutenant-général | Manuel de Jesús Florentino y Florentino | Armée de terre |
| 16 août 2000      | 16 août 2004      | Lieutenant-général | José Miguel Soto Jiménez                | Armée de terre |
| 16 août 2004      | 16 août 2006      | Amiral             | Sigfrido Aramis Pared Pérez             | Marine         |
| 16 août 2006      | 16 août 2008      | Lieutenant-général | Ramón Antonio Aquino García             | Armée de terre |
| 16 août 2008      | 16 août 2010      | Lieutenant-général | Pedro Rafael Peña Antonio               | Force aérienne |
| 16 août 2010      | 16 août 2012      | Lieutenant-général | Joaquin Virgilio Perez Feliz            | Armée de terre |
| 16 août 2012      | en cours          | Amiral             | Sigfrido Aramis Pared Pérez             | Marine         |